# Denise Louis-Bar
Denise Louis-Bar (Lieja, 3 de abril de 1914-Bruselas, 2 de noviembre de 1999) fue una médica belga que investigó sobre la ataxia-telangiectasia o síndrome de Louis-Bar.

## Biografía
Nacida en Lieja el 3 de abril de 1914, pasó su infancia en España hasta que volvió a Bélgica a los diez años. Se graduó en medicina en 1939 por la Universidad Libre de Bruselas y también estudió ciencias del deporte. Tomó el apellido Louis-Bar al casarse con F. Bar. Fue aceptada como residente en el Instituto Born-Bunge de Amberes, donde trabajó con Ludo van Bogaert. Allí hizo una de las primeras descripciones de la ataxia-telangiectasia al examinar a una niña de nueve años afecta, pero actualmente se acepta que la enfermedad ya había sido hallada por dos médicos checos en 1926. Publicó estos hallazgos en 1941 en la revista Confinia Neurologica, aunque no se propuso el nombre de síndrome de Louis-Bar hasta 1958.
En 1943 pasó a ser instructora de Farmacología en la Universidad de Lieja y, entre 1945 y 1957, fue neuropsiquiatra. Se mudó entonces a Bruselas, donde murió el 2 de noviembre de 1999.